# 莱马尔
莱马尔（法語：Les Mars）是法国克勒兹省的一个市镇，位于该省东部，属于欧比松区（Aubusson）。该市镇总面积12.9平方公里，2009年时的人口为204人。

## 人口
莱马尔人口变化图示